# Franjo Trogrančić
Franjo Trogrančić (Vareš, 2. rujna 1913. – Rim, 18. rujna 1974.) bio je hrvatski i bosanskohercegovački književni kritičar i teoretičar. Diplomirao romanistiku na Filozofskom fakultetu u Zagrebu. Bio lektor za hrvatski jezik u Firenci , Pisi i Napulju, profesor hrvatskog jezika i književnosti na Sveučilištu u Rimu. Pisao na talijanskom jeziku.

## Djela
- Storia della letteratura ragusea-croata XV secolo (1950.),
- Antologija hrvatske lirike (1953.),
- Poeti croati moderni (1965.),
- Narratori croati moderni e contemporanei (1969.),
- studije i eseji uz djela iz hrvatske i drugih književnosti i uz vlastite antologijske izbore iz njih - na talijanskom jeziku (petnaest prevedenih knjiga)

## Vanjske poveznice
- Vareški pisci  Arhivirana inačica izvorne stranice od 27. kolovoza 2010. (Wayback Machine)